# اریک گوییو
اریک گوییو (فرانسوی: Éric Guyot‎؛ زادهٔ ۱۰ مارس ۱۹۶۲) دوچرخه‌سوار اهل فرانسه است.